# EnOcean
La tecnologia EnOcean è un sistema wireless di energy harvesting utilizzato principalmente nei sistemi di automazione per edifici. Inoltre è utilizzata in altre applicazioni come l'industria, i trasporti, la logistica e la domotica. I moduli di EnOcean combinano microconvertitori con elettronica a basso consumo, e consentono la comunicazione wireless tra sensori, interruttori e controllori privi di batteria.
Nel marzo del 2012, lo standard wireless EnOcean è stato ratificato come standard internazionale ISO/IEC 14543-3-10.

## Tecnologia EnOcean

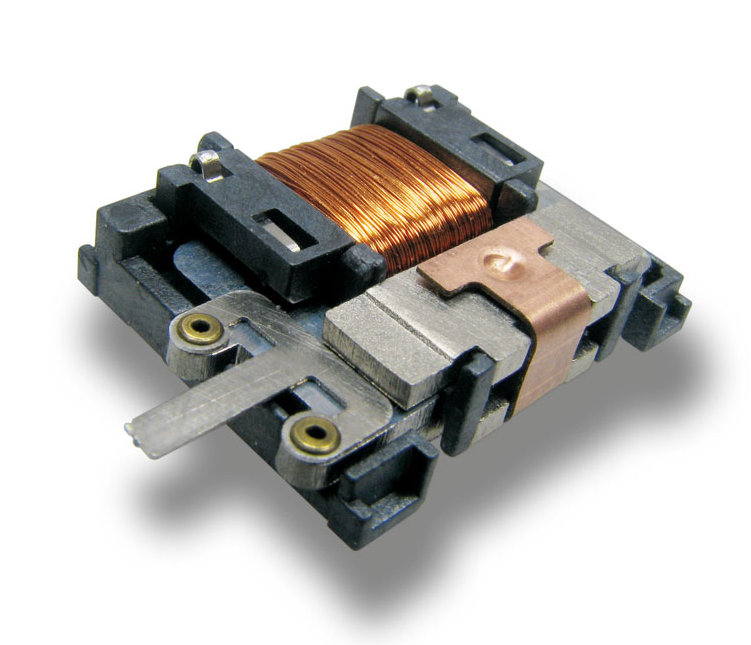
ECO 200

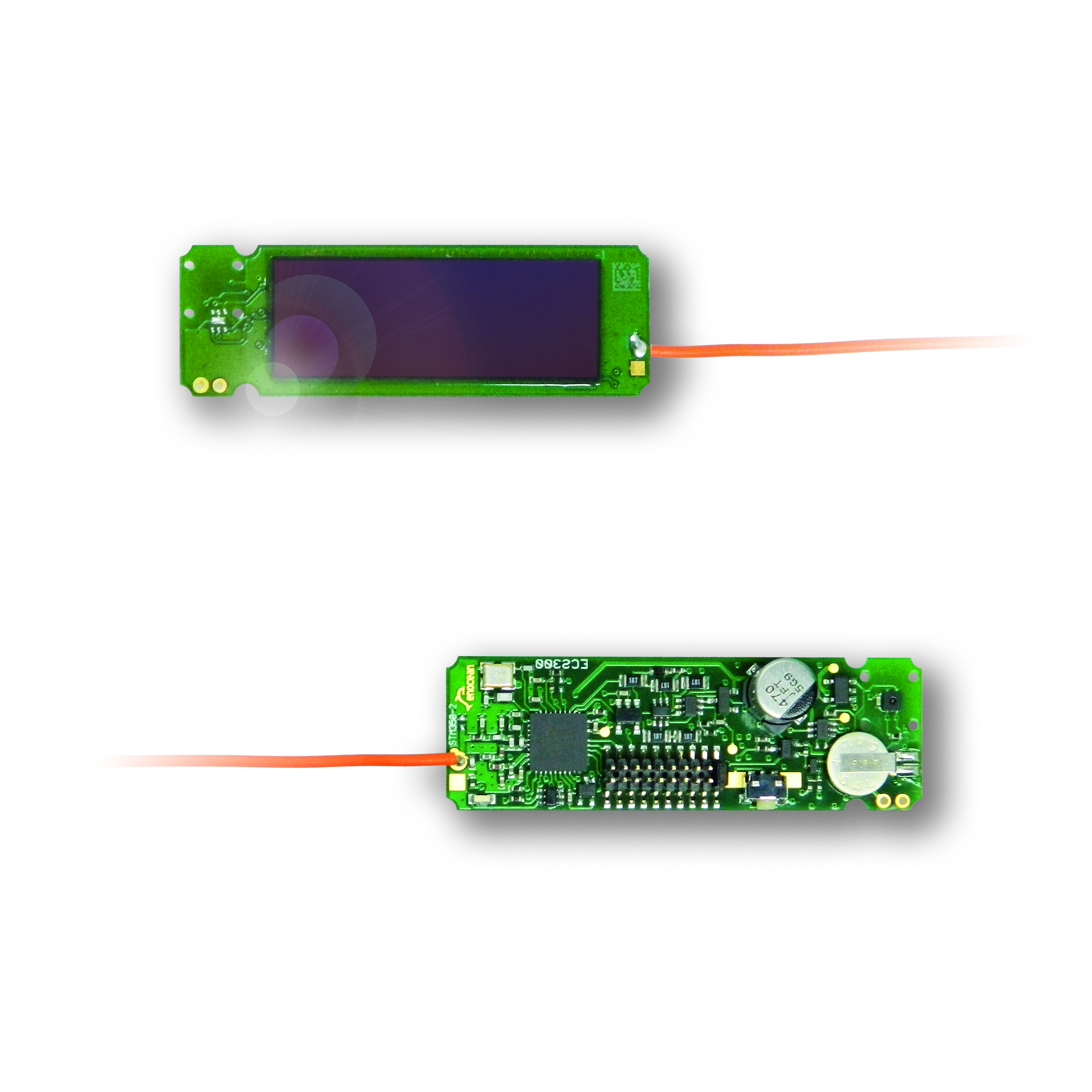
STM 350

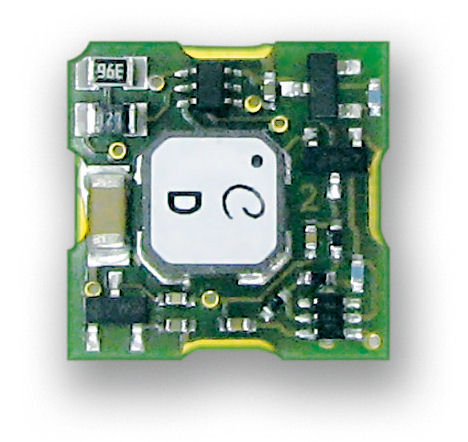
ECT 310 – Ultra-Low-Power-DC/DC

La tecnologia EnOcean si basa sull'efficiente sfruttamento di piccoli movimenti meccanici ed altre forme di energia dell'ambiente, come l'illuminazione e le differenze di temperatura tra i vari ambienti, tramite i principi dell'energy harvesting. Per trasformare quest'energia in energia elettrica, differenti sistemi di conversione (elettromagnetici, fotoelettrici o termoelettrici) sono utilizzati.
I prodotti basati su questa tecnologia (come sensori e interruttori) funzionano senza batteria e sono progettati per un funzionamento senza manutenzione. I segnali radio di questi sensori ed interruttori possono essere trasmessi fino a 300 metri all'aperto e fino a 30 metri all'interno di edifici. I primi progetti dell'azienda sfruttavano generatori piezoelettrici, successivamente sostituiti da generatori elettromagnetici per ridurre la forza necessaria al loro funzionamento ed aumentarne la vita utile. Nel 2008 nasce una consorzio di aziende che utilizzano la tecnologia EnOcean denominato EnOcean Alliance.

## Prodotti
Enocean è il partner per lo sviluppo di moduli di trasmissione radio per oltre 350 costruttori per la domotica, Smart Home, trasporto e logistica. Tra loro vi è la EnOcean GmbH per le soluzioni Bluetooth® Low Energy e Zigbee PRO Green Power.
Tra i partner più importanti vi sono Microsoft, IBM, T-Systems, Siemens, Eltako Electronics, Jäger Direkt, Digital Concepts, Zumtobel, Omnio, Wieland Electric, Peha (Honeywell), Somfy, Thermokon Sensortechnik, WAGO, Kieback&Peter, Texas Instruments, ABB e Casambi, Fulham, Xicato, Wirepas, WiSilica, WiZ Connected, Helvar, Aruba. Signify (Philips Lighting) e Busch-Jaeger (ABB), Feller, Illumra, Niko, Vimar, TCS e Senic.

## Software Enocean
Alla base di alcuni processi di controllo vi è il software MyHomeControl della svizzera BootUp GmbH di Remigen e altre varianti OEM come Eltako GVS e OPUS Vitoo offrono  BSC-BoSe della BSC Computer GmbH di Allendorf (Eder). Anche la ditta Jäger con il suo OPUS Smart Home Gateway (basato sul Smart EnOcean Gateway della Digital Concepts) permette il collegamento con apparecchi Enocean della Apple HomeKit™. Rimangono sotto licenza GPL, FHEM e ago control.

## Società
I moduli per l'energy harvesting sono prodotti e commercializzati dalla compagnia EnOcean Gmbh. EnOcean Gmbh è stata fondata nel 2001 come spin-off di Siemens AG, la società ha la propria sede a Oberhaching in Germania, vicino a Monaco di Baviera e al momento ha circa 80 impiegati.

## Onorificenze
Nel giugno 2002 EnOcean Gmbh riceve il Bayerischen Innovationspreis 2002 e anche nel 2006 il Technology Pioneer 2006 del Forum economico mondiale (WEF) e nel gennaio 2007 il titolo TopJob come datore di lavoro. Infine nel 2011 ha fatto parte della lista delle Global Cleantech 100.